# The Walker Brothers
The Walker Brothers is een Amerikaanse popmuziekgroep, die actief was in de jaren 60 en 70 van de 20e eeuw. De groep bestond uit Scott Walker, John Walker en Gary Walker. De groep had in het Verenigd Koninkrijk een reeks top 10-albumhits en een nummer 1-hit met Make It Easy on Yourself en The Sun Ain't Gonna Shine (Anymore), die beide ook de Amerikaanse top 20 bereikten.

## Leden
- Scott Walker – geboren als Noel Scott Engel – zang, basgitaar
- Gary Walker – geboren als Gary Leeds - drums, zang
- John Walker – geboren als John Joseph Maus – gitaar, zang

## Geschiedenis

### Formatie
De Walker Brothers werden opgericht in Los Angeles in 1964 door John Walker, Scott Walker en drummer Al 'Tiny' Schneider. John had eerder tevergeefs geprobeerd succes te boeken als zangduo met zijn zus, en Scott was eerder basgitarist bij The Routers. Walker en Engel hadden ook samen met twee andere artiesten opgetreden als "The Surfaris".
De groep kreeg een contract bij Mercury Records, en nam daar de single Pretty Girls Everywhere, op. Tevens werden ze de hoofdattractie van Gazzari's nachtclub in Hollywood, en verschenen ze in de wekelijkse televisieshow Ninth Street A Go Go.
Eind 1964 ontmoetten ze drummer Gary Leeds, die voorheen bij The Standells had gespeeld en op tournee door het Verenigd Koninkrijk was geweest met zanger P.J. Proby. Leeds en Brian Jones overtuigden de Walker Brothers dat hun muziek zeker aan zou slaan in "swinging London". Voordat de groep naar Engeland vertrok, namen ze nog de single Love Her op en waren ze te zien in de film Beach Ball.

### Succes in het Verenigd Koninkrijk
In Engeland kreeg de groep een contract bij producer Johnny Franz en Philips Records. Hun eerste single Pretty Girls Everywhere, had maar weinig succes, maar radiozenders speelden wel hun lied Love Her regelmatig. Dit lied haalde in juni 1965 de top 20 in de Britse hitlijsten. Het lied werd aanvankelijk opgenomen door The Everly Brothers en uitgebracht als B-kant van hun single The Girl Who Sang the Blues in 1963.
Het volgende project van de Walker Brothers was een cover van Make It Easy on Yourself, een ballade gecomponeerd door Burt Bacharach en Hal David, en voorheen opgenomen door Jerry Butler. Het lied werd gezongen door Scott, gearrangeerd door Ivor Raymonde en geproduceerd door Johnny Franz. Verder werkte er een orkest van andere artiesten mee aan het lied, waaronder Alan Parker en Big Jim Sullivan. Rond augustus 1965 was Make It Easy on Yourself in de Britse top 10 beland, en het behaalde uiteindelijk de eerste plaats in de hitlijsten. Het lied behaalde ook de 16e plek in de Billboard Hot 100. Wereldwijd werden er meer dan 1 miljoen exemplaren van verkocht.
Make It Easy on Yourself werd opgevolgd door My Ship Is Coming In. In maart 1966 scoorden de Walker Brothers hun tweede nummer 1-hit The Sun Ain't Gonna Shine (Anymore). Het zware, bombastische geluid van dit nummer deed sterk denken aan het duo The Righteous Brothers van producer Phil Spector. Hun populariteit in het Verenigd Koninkrijk bereikte hierdoor nieuwe hoogtes. Hun fanclub zou zelfs groter zijn dan die van The Beatles.
In 1966 en 1967 scoorden de Walker Brothers nog een paar hits in het Verenigd Koninkrijk. Scott Walker nam een steeds prominentere rol in binnen de groep. Begin 1967 begon het succes duidelijk minder te worden en moest de groep Engeland zelfs zes maanden verlaten wegens gebrek aan werk. Bovendien begon hun muziek vanwege nieuwe ontwikkelingen in de popmuziek gedateerd te klinken. Het afnemende succes en de druk van het leven als sterren zorgden ervoor dat Scott Walker een depressie kreeg. Hij besloot zich terug te trekken in een klooster. Na nog een tournee door het Verenigd Koninkrijk in 1967 en een tournee door Japan in 1968, waar onder anderen Jimi Hendrix, Cat Stevens, en Engelbert Humperdinck aan meewerkten, ging de band officieel uit elkaar.

### Reünie in de jaren 70
Na het uiteenvallen van de groep begonnen alle drie de leden een solocarrière. Scott Walker ging dit duidelijk het beste af. In 1974 stemden alle drie de artiesten toe weer bijeen te komen.
In 1975 brachten de herenigde Walker Brothers het album No Regrets uit. Het titelnummer van dit album behaalde de 7e plek in de Britse hitlijsten. Hierna volgden de albums Lines (1976) en Nite Flights (1978), die minder succesvol waren. Tevens trad de band een paar keer live op, hoewel Scott hier moeite mee had. Nadat het contract bij GTO Records afliep, viel de groep weer uit elkaar.
Na The Walker Brothers richtte John Walker zijn eigen opnamestudio op in Californië. Gary Walker bleef in Engeland, en Scott Walker nam sporadisch nog wat solowerk op.

## Discografie

### Albums
| Album met eventuele hitnotering(en) in de Nederlandse Album Top 100                              | Datum van verschijnen | Datum van binnenkomst | Hoogste positie | Aantal weken | Opmerkingen                            |
| ------------------------------------------------------------------------------------------------ | --------------------- | --------------------- | --------------- | ------------ | -------------------------------------- |
| Take it easy with The Walker Brothers                                                            | 1965                  | -                     |                 |              |                                        |
| Portrait                                                                                         | 1966                  | -                     |                 |              |                                        |
| Images                                                                                           | 1967                  | -                     |                 |              |                                        |
| Make it easy on yourself                                                                         | 1967                  | -                     |                 |              |                                        |
| The Walker Brothers' story                                                                       | 1969                  | -                     |                 |              | Verzamelalbum                          |
| No regrets                                                                                       | 1975                  | 20-03-1976            | 23              | 11           |                                        |
| Lines                                                                                            | 1976                  | -                     |                 |              |                                        |
| Nite flights                                                                                     | 1978                  | -                     |                 |              |                                        |
| Walker Brothers in Japan                                                                         | 1987                  | -                     |                 |              | Livealbum                              |
| Double best                                                                                      | 1988                  | 03-09-1988            | 91              | 3            | met Righteous Brothers / Verzamelalbum |
| After the lights go out: The best of 1965-1967                                                   | 1992                  | -                     |                 |              | Verzamelalbum                          |
| No regrets - The best of Scott Walker and The Walker Brothers 1965-1976                          | 1992                  | -                     |                 |              | Verzamelalbum                          |
| If you could hear me now                                                                         | 2001                  | -                     |                 |              | Verzamelalbum                          |
| The sun ain't gonna shine anymore - The best of the best of Scott Walker and The Walker Brothers | 2006                  | -                     |                 |              | Verzamelalbum                          |
| Everything under the sun - The complete studio recordings                                        | 2006                  | -                     |                 |              | Verzamelalbum                          |

### Singles
| Single met eventuele hitnotering(en) in de Nederlandse Top 40 | Datum van verschijnen | Datum van binnenkomst | Hoogste positie | Aantal weken | Opmerkingen              |
| ------------------------------------------------------------- | --------------------- | --------------------- | --------------- | ------------ | ------------------------ |
| Pretty girls everywhere                                       | 1965                  | -                     |                 |              |                          |
| Love her                                                      | 1965                  | -                     |                 |              |                          |
| Make it easy on yourself                                      | 1965                  | -                     |                 |              |                          |
| My ship is coming in                                          | 1965                  | -                     |                 |              |                          |
| The sun ain't gonna shine anymore                             | 1966                  | 16-04-1966            | 9               | 12           | #7 in de Single Top 100  |
| (Baby) You don't have to tell me                              | 1966                  | 16-07-1966            | 37              | 2            |                          |
| Another tear falls"                                           | 1966                  | -                     |                 |              |                          |
| Deadlier than the male                                        | 1966                  | -                     |                 |              |                          |
| Stay with me baby                                             | 1967                  | -                     |                 |              |                          |
| Walking in the rain                                           | 1967                  | -                     |                 |              |                          |
| No regrets                                                    | 1976                  | 06-03-1976            | 7               | 9            | #9 in de Single Top 100  |
| Lines                                                         | 1976                  | 30-10-1976            | tip21           | -            |                          |
| We're all alone                                               | 1977                  | 20-08-1977            | 32              | 3            | #22 in de Single Top 100 |
| The electrician                                               | 1978                  | -                     |                 |              |                          |

### NPO Radio 2 Top 2000
| Nummers met noteringen in de NPO Radio 2 Top 2000 | '99  | '00 | '01 | '02 | '03  | '04  | '05  | '06  | '07  | '08  | '09  | '10  | '11  | '12  | '13  | '14  | '15  | '16  | '17  |
| ------------------------------------------------- | ---- | --- | --- | --- | ---- | ---- | ---- | ---- | ---- | ---- | ---- | ---- | ---- | ---- | ---- | ---- | ---- | ---- | ---- |
| No Regrets                                        | 1036 | 706 | 639 | 851 | 1083 | 1031 | 1067 | 1248 | 1292 | 1136 | 989  | 1050 | 1075 | 1627 | 1648 | 1329 | 1614 | 1837 | 1948 |
| The Sun Ain't Gonna Shine (Anymore)               | 692  | 937 | 676 | 886 | 1017 | 910  | 1095 | 1054 | 1066 | 1003 | 1017 | 1102 | 1121 | 1680 | -    | 1751 | -    | 1976 | -    |

1. ↑  Een '-' betekent dat het nummer niet was genoteerd en een vetgedrukt getal geeft de hoogste notering van een nummer aan.
2. ↑  Deze tabel is bijgewerkt tot en met de laatste editie (2024).

### Ep's
- 1966: I Need You
- 1966: Solo John - Solo Scott
- 1981: Shutout